# 329
329 је била проста година.

## Догађаји
- Цар Константин и Цезар Константин II - римски конзули .
- Династија Хан-Џао, држава Јужних Сјунгнуа током Шеснаест краљевстава, се завршава.
- У Римској цркви почињу да се уводе ограничења у вези са приступањем свештенству.